# Plon (casa editrice)
Plon è una storica casa editrice francese, fondata nel 1854, a Parigi, da Philippe-Henri Plon (1806 – 1872), il quale proveniva da una famiglia di stampatori originari della Danimarca, già distintisi in Francia nella prima metà del XIX secolo per la loro attività.
Al fondatore succedettero, nella guida della società, il figlio Eugène Plon e il cognato di quest'ultimo, Robert Nourrit.
L'azienda ha pubblicato, in particolare, testi di antropologia, narrativa, memorialistica, storia e arte.